# Lijst van voetbalinterlands Cyprus - Ierland
Deze lijst van voetbalinterlands is een overzicht van alle officiële voetbalwedstrijden tussen de nationale teams van Cyprus en Ierland. De landen hebben tot op heden tien keer tegen elkaar gespeeld. De eerste ontmoeting was een kwalificatiewedstrijd voor het Wereldkampioenschap voetbal 1982 en werd gespeeld in Nicosia op 26 maart 1980. Het laatste duel, een kwalificatiewedstrijd voor het Wereldkampioenschap voetbal 2010, vond plaats op 5 september 2009 in de Cypriotische hoofdstad.

## Wedstrijden
| №  | Plaats  | Datum            | Competitie           | Wedstrijd        | Uitslag |
| -- | ------- | ---------------- | -------------------- | ---------------- | ------- |
| 1  | Nicosia | 26 maart 1980    | WK 1982 kwalificatie | Cyprus − Ierland | 2 − 3   |
| 2  | Dublin  | 19 november 1981 | WK 1982 kwalificatie | Ierland − Cyprus | 6 − 0   |
| 3  | Nicosia | 24 maart 2001    | WK 2002 kwalificatie | Cyprus − Ierland | 0 − 4   |
| 4  | Dublin  | 6 oktober 2001   | WK 2002 kwalificatie | Ierland − Cyprus | 4 − 0   |
| 5  | Dublin  | 4 september 2004 | WK 2006 kwalificatie | Ierland − Cyprus | 3 − 0   |
| 6  | Nicosia | 8 oktober 2005   | WK 2006 kwalificatie | Cyprus − Ierland | 0 − 1   |
| 7  | Nicosia | 7 oktober 2006   | EK 2008 kwalificatie | Cyprus − Ierland | 5 − 2   |
| 8  | Dublin  | 17 oktober 2007  | EK 2008 kwalificatie | Ierland − Cyprus | 1 − 1   |
| 9  | Dublin  | 15 oktober 2008  | WK 2010 kwalificatie | Ierland − Cyprus | 1 − 0   |
| 10 | Nicosia | 5 september 2009 | WK 2010 kwalificatie | Cyprus − Ierland | 1 − 2   |

## Samenvatting
| Competitie      | Totaal gespeeld | Winst Cyprus | Gelijk | Winst Ierland | Doelsaldo Cyprus – Ierland |
| --------------- | --------------- | ------------ | ------ | ------------- | -------------------------- |
| WK-kwalificatie | 8               | 0            | 0      | 8             | 3 − 24                     |
| EK-kwalificatie | 2               | 1            | 1      | 0             | 6 − 3                      |
| Totaal          | 10              | 1            | 1      | 8             | 9 − 27                     |

Wedstrijden bepaald door strafschoppen worden, in lijn met de FIFA, als een gelijkspel gerekend.

## Details

### Negende ontmoeting
| WK 2010 kwalificatie (Dublin, Ierland, 15 oktober 2008):                                                           |       |        |
| Ierland | 1 – 0 | Cyprus |
| Robbie Keane 5' | goals |        |
| - Debuut van Caleb Folan (Hull City) voor Ierland. - Debuut van Andreas Papathanasiou (APOEL Nicosia) voor Cyprus. |       |        |

### Tiende ontmoeting
| WK 2010 kwalificatie (Nicosia, Cyprus, 5 september 2009): |       |                                 |
| Cyprus                                                    | 1 – 2 | Ierland                         |
| Marios Elia 30'                                           | goals | 5' Kevin Doyle 83' Robbie Keane |

KOP · A-internationals · Bondscoaches · Statistieken · Cypriotisch vrouwenelftal · Cyprus U21 · Cyprus U20 · Cyprus U19 · Cyprus U18 · Cyprus U17 · Cyprus U16
1960 – 1969 · 
1970 – 1979 · 
1980 – 1989 · 
1990 – 1999 · 
2000 – 2009 · 
2010 – 2019 ·
2020 − 2029
1960 · 
1961 · 
1962 · 
1963 · 
1964 · 
1965 · 
1966 · 
1967 · 
1968 · 
1969 · 
1970 · 
1971 · 
1972 · 
1973 · 
1974 · 
1975 · 
1976 · 
1977 · 
1978 · 
1979 · 
1980 · 
1981 · 
1982 · 
1983 · 
1984 · 
1985 · 
1986 · 
1987 · 
1988 · 
1989 · 
1990 · 
1991 · 
1992 · 
1993 · 
1994 · 
1995 · 
1996 · 
1997 · 
1998 · 
1999 · 
2000 · 
2001 · 
2002 · 
2003 · 
2004 · 
2005 · 
2006 · 
2007 · 
2008 · 
2009 · 
2010 · 
2011 · 
2012 · 
2013 ·
2014 ·
2015 ·
2016 ·
2017 ·
2018 ·
2019 ·
2020 ·
2021 ·
2022
Albanië ·
Andorra ·
Armenië ·
Azerbeidzjan ·
België ·
Bosnië en Herzegovina ·
Bulgarije ·
Canada ·
Denemarken ·
Duitsland ·
Engeland ·
Estland ·
Faeröer ·
Finland ·
Frankrijk ·
Georgië ·
Gibraltar · 
Griekenland ·
Hongarije ·
Ierland ·
IJsland ·
Irak ·
Iran ·
Israël ·
Italië ·
Japan ·
Joegoslavië ·
Jordanië ·
Kazachstan ·
Koeweit ·
Kosovo ·
Kroatië ·
Letland ·
Libanon ·
Litouwen ·
Luxemburg ·
Malta ·
Moldavië ·
Montenegro ·
Nederland ·
Noord-Ierland ·
Noord-Macedonië ·
Noorwegen ·
Oekraïne ·
Oostenrijk ·
Polen ·
Portugal ·
Roemenië ·
Rusland ·
San Marino ·
Saoedi-Arabië ·
Schotland ·
Servië ·
Slovenië ·
Slowakije ·
Sovjet-Unie ·
Spanje ·
Syrië ·
Tsjechië ·
Tsjecho-Slowakije ·
Wales ·
Wit-Rusland ·
Zweden ·
Zwitserland
FAI · A-internationals · Bondscoaches · Statistieken · Iers vrouwenelftal · Olympisch elftal · Ierland U21 · Ierland U20 · Ierland U19 · Ierland U18 · Ierland U17 · Ierland U16 · Vrouwen U17
1924 – 1929 ·
1930 – 1939 ·
1940 – 1949 ·
1950 – 1959 ·
1960 – 1969 ·
1970 – 1979 ·
1980 – 1989 ·
1990 – 1999 ·
2000 – 2009 ·
2010 – 2019 ·
2020 − 2029
EK 1988 · 
EK 2012 · 
EK 2016
WK 1990 · 
WK 1994 · 
WK 2002
1924 · 
1925 · 
1926 · 
1927 · 
1928 · 
1929 · 
1930 · 
1931 · 
1932 · 
1933 · 
1934 · 
1935 · 
1936 · 
1937 · 
1938 · 
1939 · 
1940 · 1941 · 1942 · 1943 · 1944 · 1945 · 
1946 · 
1947 · 
1948 · 
1949 · 
1950 · 
1951 · 
1952 · 
1953 · 
1954 · 
1955 · 
1956 · 
1957 · 
1958 · 
1959 · 
1960 · 
1961 · 
1962 · 
1963 · 
1964 · 
1965 · 
1966 · 
1967 · 
1968 · 
1969 · 
1970 · 
1971 · 
1972 · 
1973 · 
1974 · 
1975 · 
1976 · 
1977 · 
1978 · 
1979 · 
1980 · 
1981 · 
1982 · 
1983 · 
1984 · 
1985 · 
1986 · 
1987 · 
1988 · 
1989 · 
1990 · 
1991 · 
1992 · 
1993 · 
1994 · 
1995 · 
1996 · 
1997 · 
1998 · 
1999 · 
2000 · 
2001 · 
2002 · 
2003 · 
2004 · 
2005 · 
2006 · 
2007 · 
2008 · 
2009 · 
2010 · 
2011 · 
2012 · 
2013 · 
2014 · 
2015 ·
2016 ·
2017 ·
2018 ·
2019 ·
2020 ·
2021
Albanië ·
Algerije ·
Andorra ·
Argentinië ·
Armenië ·
Australië ·
Azerbeidzjan ·
België ·
Bolivia ·
Bosnië en Herzegovina ·
Brazilië ·
Bulgarije ·
Canada ·
Chili ·
China ·
Colombia ·
Costa Rica ·
Cyprus ·
Denemarken ·
Duitsland ·
Ecuador ·
Egypte ·
Engeland ·
Estland ·
Faeröer ·
Finland ·
Frankrijk ·
Georgië ·
Gibraltar ·
Griekenland ·
Hongarije ·
IJsland ·
Iran ·
Israël ·
Italië ·
Jamaica ·
Joegoslavië ·
Kameroen ·
Kazachstan ·
Kroatië ·
Letland ·
Liechtenstein ·
Litouwen ·
Luxemburg ·
Malta ·
Marokko ·
Mexico ·
Moldavië ·
Montenegro ·
Nederland ·
Nieuw-Zeeland ·
Nigeria ·
Noord-Ierland ·
Noord-Macedonië ·
Noorwegen ·
Oekraïne ·
Oman ·
Oostenrijk ·
Paraguay ·
Polen ·
Portugal ·
Qatar ·
Roemenië ·
Rusland ·
San Marino ·
Saoedi-Arabië ·
Schotland ·
Servië ·
Slowakije ·
Sovjet-Unie ·
Spanje ·
Trinidad en Tobago ·
Tsjechië ·
Tsjecho-Slowakije ·
Tunesië ·
Turkije ·
Uruguay ·
Verenigde Staten ·
Wales ·
Wit-Rusland ·
Zuid-Afrika ·
Zweden ·
Zwitserland
België (2016) · 
Italië (2012) · 
Kroatië (2012) · 
Spanje (2012) · 
Zweden (2016)